# Австралийский военный контингент в Афганистане
Военный контингент Австралии в Афганистане — подразделение вооружённых сил Австралии, созданное в 2001 году. В 2002—2014 гг. действовало в составе сил ISAF.

## История
Правительство Австралии отправило военный контингент (подразделения специального назначения и два самолёта «Боинг 707» ВВС Австралии) в Афганистан осенью 2001 года, в ноябре 2001 года подразделение спецназа было размещено на военной базе «Camp Rhino» в провинции Кандагар.
Участие вооружённых сил Австралии в войне в Афганистане получило условное наименование «Operation Slipper».
В проходившей в марте 2002 года операции «Анаконда» вместе с 1500 военнослужащих США, 3-м батальоном полка принцессы Патриции канадской армии и около 1000 афганцев из отрядов Северного альянса участвовали также 150 военнослужащих спецназа других стран ISAF (Австралии, Дании, Норвегии, Франции и ФРГ).
По состоянию на 1 августа 2013 года, численность контингента составляла 1031 военнослужащих. В декабре 2013 года основной контингент был выведен, но в Афганистане осталось около 400 военнослужащих и советников
28 декабря 2014 года командование НАТО объявило о том, что операция «Несокрушимая свобода» в Афганистане завершена. Тем не менее, боевые действия в стране продолжались и иностранные войска остались в стране — в соответствии с начатой 1 января 2015 года операцией «Решительная поддержка», хотя общая численность войск НАТО (в том числе, контингента Австралии) была уменьшена.
В 2018 году и до декабря 2019 года численность военного контингента Австралии составляла 300 военнослужащих, в начале 2020 года она была уменьшена до 200 военнослужащих.
14 апреля 2021 года президент США Джо Байден объявил о планах начала вывода американских войск из Афганистана в мае 2021 с завершением этого процесса к 11 сентября 2021 года. В этот же день решение о выводе войск «в течение нескольких следующих месяцев» приняли страны НАТО. В дальнейшем, отряды "Талибан" перешли в наступление и обстановка в стране осложнилась. 25 мая 2021 года было принято решение закрыть дипломатические представительства Австралии в Афганистане.
1 июля 2021 года Австралия завершила эвакуацию войск и участие в операции. 15-16 августа 2021 года силы талибов заняли Кабул, и 16 августа 2021 года правительство Австралии приняло решение отправить в Афганистан 250 военнослужащих, три военно-транспортных самолёта и один самолёт-заправщик KC-30A для эвакуации иностранных граждан и афганских беженцев из международного аэропорта в Кабуле.
За первые восемь суток, до 26 августа 2021 года австралийские самолеты совершили 29 авиарейсов, на них были вывезены около 4000 афганцев и граждан других государств (размещенных на военных базах ОАЭ для прохождения двухнедельного карантина).

## Результаты
По официальным данным министерства обороны Австралии, всего в период с начала военной операции в 2001 году до июля 2021 года в боевых действиях в Афганистане приняли участие свыше 39 тыс. военнослужащих Австралии. Потери Австралии составили 41 военнослужащих погибшими и 261 военнослужащих ранеными. Кроме того, имели место потери заболевшими (прививки от сибирской язвы, поставленные австралийским военнослужащим перед отправкой в Афганистан и Персидский залив в рамках операции "Несокрушимая свобода" стали причиной серьёзных заболеваний - 97 человек были госпитализированы).
В перечисленные выше потери не включены потери «контрактников» военного контингента Австралии (сотрудники иностранных частных военных и охранных компаний, компаний по разминированию, операторы авиатехники, а также иной гражданский персонал, действующий в Афганистане с разрешения и в интересах стран коалиции):
- по данным из открытых источников, в числе потерь «контрактников» международной коалиции в войне в Афганистане — по меньшей мере 1 убитый[16] и не менее трёх раненых[17][18] граждан Австралии
- следует учесть, что в число «контрактников» Австралии в Афганистане входили не только граждане Австралии, но и граждане других государств — в том числе, переводчики и вооружённые охранники из числа граждан Афганистана[19][20]. По неполным данным, до начала августа 2012 года в Афганистане были убиты три афганца-переводчика австралийского контингента ISAF[21], позднее - ещё 2 местных контрактника[22][23]

В перечне не учитываются потери служебных собак австралийского военного контингента (хотя зафиксированы случаи их уничтожения):
- так, 26 августа 2011 года при прочесывании местности в провинции Урузган бельгийская овчарка по кличке "Kuga" австралийского полка специальных операций обнаружила вооружённого автоматом АК-47 афганского боевика, вступила с ним в схватку и получила пять пулевых ранений, от которых позднее скончалась (26 октября 2018 собака была посмертно награждена медалью)[24]

В перечисленные выше потери не включены сведения о финансовых расходах на участие в войне, потерях в технике, вооружении и ином военном имуществе австралийского контингента в Афганистане.

## Военные преступления
Генерал-майор австралийской армии и судья Пол Бреретон подготовил четырёхлетний отчёт о военных преступлениях своих солдат в Афганистане. Бреретон выяснил, что за девять лет, что международная группа находилась в стране, несколько десятков гражданских лиц были казнены австралийской армией.
В отчёте авторы пришли к выводу, что с 2007 по 2016 гг. австралийские солдаты убили в Афганистане как минимум 39 мирных жителей и пленников. Ещё два человека подверглись жестокому обращению.